# Samguk Yusa

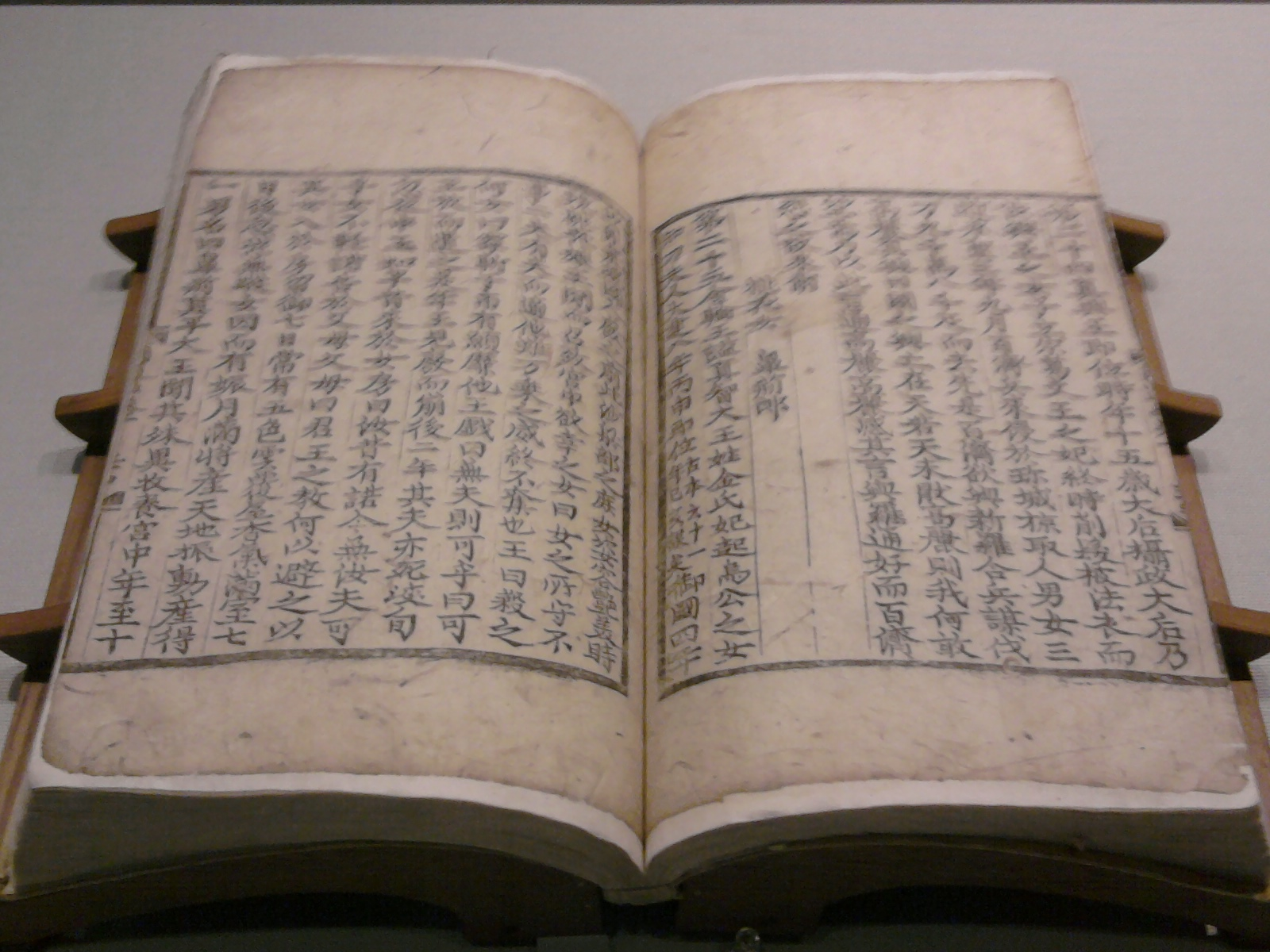
Exemplaire du Samguk Yusa à l'université nationale de Séoul.

Le Samguk Yusa (gestes mémorables des trois royaumes, 삼국유사, 三國遺事) est un recueil de contes, légendes et faits historiques concernant les trois royaumes de Corée (Goguryeo, Paekche et Silla). Le texte est écrit en chinois littéraire comme il était d'usage à l'époque. Il fut compilé, au moins en partie, par le moine bouddhiste Il-yeon (1206-1289) à la fin du XIIIe siècle, un siècle après le Samguk Sagi. Il fait partie de la liste des trésors nationaux coréens (N° 306).
Contrairement au Samguk Sagi qui est plus orienté sur les faits, le Samguk Yusa se concentre sur les contes et légendes des débuts de l'histoire de la Corée. Beaucoup de légendes fondatrices des royaumes de Corée sont incluses dans ce livre, en particulier celles de Gojoseon, Wiman Joseon, Buyeo, Goguryeo, Paekche, Silla et Gaya. C'est le plus vieux récit détaillé de la légende de Tangun racontant la naissance de la première nation coréenne, Gojoseon.

## Éditions
- Il-yeon (2006) Overlooked Historical Records of the Three Korean Kingdoms, traduit par Kim Dal-Yong. Jimoondang: Seoul, Korea.  (ISBN 8988095944)
- Il-yeon (1972; 2006) Samguk Yusa:  Legends and History of the Three Kingdoms of Ancient Korea, traduit par Tae-Hung Ha and Grafton K. Mintz.  Yonsei University Press: Seoul, Korea.   (ISBN 1596543485)
- 일연 (1996) 삼국유사.  Somun munhwasa: Seoul.  (ISBN 8970040021).
- 일연 (2002) 삼국유사. traduit par Kim Won-jung. Eulyu munhwasa: Seoul.  (ISBN 8932460833).